# Drums Along the Mohawk
Drums Along the Mohawk (bra: Ao Rufar dos Tambores; prt: Ouvem-se Tambores ao Longe) é um filme estadunidense de 1939, dos gêneros faroeste, aventura e drama histórico-romântico, dirigido por John Ford, estrelado por Claudette Colbert e Henry Fonda, e co-estrelado por Edna May Oliver, Eddie Collins, John Carradine e Dorris Bowdon. O roteiro de Sonya Levien e Lamar Trotti foi baseado no romance homônimo de 1936, de Walter D. Edmonds, ambientado na época da Guerra de Independência dos Estados Unidos.
A trama retrata a história de um casal de colonos que sofre ataques britânicos, lealistas e nativos em sua fazenda na fronteira de Nova Iorque durante a Revolução Americana.
Edmonds baseou o romance em várias figuras históricas que viveram no Vale de Mohawk.  O filme – o primeiro longa-metragem colorido (Technicolor) de Ford – foi bem recebido. A produção recebeu duas indicações ao Oscar e se tornou um grande sucesso de bilheteria, arrecadando mais de US$ 1 milhão em seu primeiro ano.
Em 2007, "Drums Along the Mohawk" foi restaurado pela Academy Film Archive em conjunto com a The Film Foundation.

## Sinopse
Em 1776, o fazendeiro Gilbert "Gil" Martin (Henry Fonda) se casa com a refinada Magdalena "Lana" Borst (Claudette Colbert), de Albany, Nova Iorque; e os dois viajam até o Vale de Mohawk, em Deerfield. Lana sente dificuldades em se adaptar ao lugar, principalmente por temer os nativos, mas decide ficar e ajudar seu marido nos trabalhos da fazenda.
Durante a Revolução Americana, Lana foge grávida com seu marido após ser atacada pelos nativos liderados pelo lealista William Caldwell (John Carradine). O casal encontra abrigo na fazenda de Sarah McKlennar (Edna May Oliver).
Enquanto isso, a luta continua e o casal sofre uma nova crise quando Gil e os demais homens da região são convocados a lutarem na sangrenta Batalha de Oriskany.

## Elenco
- Claudette Colbert como Magdalena[a] "Lana" Borst Martin
- Henry Fonda como Gilbert "Gil" Martin
- Edna May Oliver como Sarah McKlennar
- Eddie Collins como Christian Reall
- John Carradine como William Caldwell
- Dorris Bowdon como Mary Reall
- Ward Bond como Adam Helmer
- Roger Imhof como General Nicholas Herkimer
- Arthur Shields como Reverendo Rosenkrantz
- Chief John Big Tree como Blue Back
- Francis Ford como Joe Boleo
- Jessie Ralph como Sra. Weaver
- Robert Lowery como John Weaver
- Kay Linaker como Sra. Demooth
- Russell Simpson como Dr. Petry
- Spencer Charters como Hospedeiro
- Tom Tyler como Capitão Morgan (não-creditado)

## Produção
Partes do filme foram filmadas em Utah, especificamente em Duck Creek, Strawberry Valley, Mirror Lake, Navajo Lake, Sidney Valley e Cedar Breaks National Monument.:287

## Precisão histórica

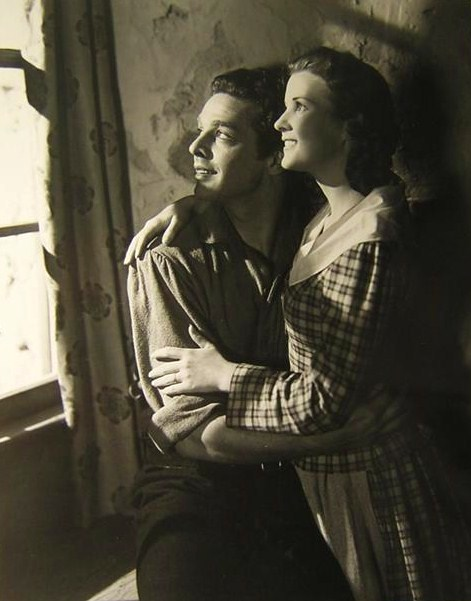
Robert Lowery ao lado de Dorris Bowdon em fotografia do filme.

Como na maioria dos filmes de John Ford, "Drums Along the Mohawk" é vagamente baseado em eventos históricos. Um elemento central do enredo é a Batalha de Oriskany, um confronto crucial da Campanha de Saratoga durante a Guerra de Independência dos Estados Unidos, no qual uma força britânica avançou para o sul a partir do Canadá na tentativa de ocupar o Vale do Hudson e isolar Connecticut, Rhode Island, New Hampshire e Massachusetts das colônias restantes. Uma segunda força menor, conhecida como Expedição de St. Leger, viajou por St. Lawrence, atravessou o Lago Ontário e marchou pelo Vale de Mohawk vindo do oeste, sitiando o Forte Schuyler, agora mais conhecido por seu nome original pré-guerra, Forte Stanwix.
Nesse período, o Vale de Mohawk, no norte do estado de Nova Iorque, era simultaneamente o lar tradicional das Seis Nações Iroquesas, uma força política e militar poderosa na região antes da Revolução Americana, e também abrigava um número crescente de colonos principalmente brancos (Escravos negros foram trazidos para a região, e tanto os brancos quanto alguns iroqueses possuíam escravos de ascendência africana). A Confederação Iroquesa, embora dependente da civilização branca para bens de comércio e oportunidades econômicas, estava bastante preocupada com a crescente presença e aumento do número de colonos brancos em sua terra natal. Inicialmente, desejavam permanecer neutros no conflito entre muitos colonos e a coroa britânica, mas isso se mostrou impossível por inúmeras razões, levando a maioria das nações iroquesas a escolherem lados no conflito. Os Seneca e os Mohawk, liderados por Joseph Brant, se aliaram aos britânicos, motivados pela boa relação com William Johnson e sua família, além da promessa britânica de continuar trabalhando para reduzir o assentamento branco em suas terras natais. Outros, especialmente os Oneida, se aliaram aos estadunidenses e participaram do conflito apoiando o lado rebelde durante toda a guerra.
Antes da chegada da Expedição de St. Leger, o conflito na região era principalmente entre pessoas locais que desejavam permanecer leais à coroa e aqueles que desejavam se separar do domínio britânico. Unidades de lealistas recrutadas localmente também participaram dos combates na região. Tropas do Regimento Real do Rei de Nova Iorque e dos Butler's Rangers participaram da campanha e lutaram na Batalha de Oriskany ao lado da coroa, juntamente com guerreiros Mohawk e Seneca.
Contrariamente à sua representação no filme, o Forte Schuyler estava situado longe de quaisquer assentamentos civis, no local de um importante porto de travessia leste-oeste pelo Vale de Mohawk. O Forte foi sitiado por britânicos, lealistas e fuzileiros alemães de Brunswick (não hessianos), auxiliados por guerreiros Seneca e Mohawk, e foi defendido por soldados do Exército Continental do Terceiro Regimento de Nova Iorque e tropas de Massachusetts, não por milicianos. A milícia do Condado de Tryon, sob o comando do General Nicholas Herkimer, auxiliada pelos Oneida Iroqueses, tentou ajudar na defesa do Forte, mas foi emboscada em seu caminho por uma força predominantemente formada por Mohawk, Seneca e lealistas em Oriskany, a nove quilômetros a leste do Forte.
Algumas fontes afirmam que os ataques aos assentamentos no Vale de Mohawk não têm base histórica e foram incluídos no filme porque Ford sentia-se obrigado a perpetuar a mitologia. Outros afirmam que inúmeros ataques foram realizados durante a guerra, frequentemente por nativos hostis aliados a lealistas de Nova Iorque, como os Butler's Rangers e o Regimento Real do Rei de Nova Iorque. Entre eles estavam o Massacre de Cherry Valley, a Batalha de Cobleskill, o ataque ao Ballston Lake e outros. Tais ataques foram uma das motivações para a posterior Expedição Sullivan e a Batalha de Newtown, enquanto as forças continentais tentavam pôr fim a essa ameaça. Muitos dos lealistas que foram obrigados a fugir do Vale para o Canadá devido à guerra acreditavam que os ataques contra seus antigos vizinhos em Nova Iorque poderiam resultar na possibilidade do Vale de Mohawk permanecer como território da coroa e parte do Canadá. Esse aspecto da guerra foi abordado, entre outros, nos escritos de Gavin K. Watt, um historiador canadense de descendência lealista.
O filme retrata apenas os nativos e os lealistas como antagonistas; os soldados britânicos raramente são mencionados ou vistos. Embora as tribos nativas locais e os lealistas tenham sido um grande fator na campanha real do Vale de Mohawk, seu papel foi menor em comparação com o do Exército Britânico. Ford optou por minimizar o papel britânico por causa da situação política em 1939: "Ele sabia que a guerra com a Alemanha estava chegando e não tinha muito interesse em retratar os britânicos como vilões quando estavam lutando por suas vidas contra os nazistas".
O filme aborda corretamente que as forças "estadunidenses" ou rebeldes representadas eram, em fatos históricos, etnicamente e linguisticamente diversas. Os colonos no Vale de Mohawk incluíam muitos Palatinos de língua alemã, como Nicholas Herkimer, e muitos holandeses, incluindo o comandante do Forte Schuyler, Peter Gansevoort, do Terceiro Regimento de Nova Iorque.

## Recepção
Frank S. Nugent, em sua crítica para o The New York Times, elogiou o filme por sua fidelidade ao livro e atuação bem equilibrada. Ele disse: "O Sr. Fonda e a Srta. Colbert se saíram muito bem como Gil e Lana Martin, que viram sua cabana destruída, seu precioso trigo queimado, mas lutaram para manter o vale. A Srta. Oliver não poderia ter sido melhor como a guerreira e viúva McKlennar, com uma língua mais afiada que um machado e um ponto fraco no coração por um homem bonito ... Eles combinaram excelente com o cenário, todos eles, e o cenário, paradoxalmente, é o dramático foco principal do filme".

## Prêmios e indicações
| Ano  | Cerimônia | Categoria                | Indicado                    | Resultado | Ref.          |
| ---- | --------- | ------------------------ | --------------------------- | --------- | ------------- |
| 1940 | Oscar     | Melhor atriz coadjuvante | Edna May Oliver             | Indicado  | [ 24 ] [ 25 ] |
| 1940 | Oscar     | Melhor fotografia        | Bert Glennon & Ray Rennahan | Indicado  | [ 24 ] [ 25 ] |